# جينا غراي
جينا غراي (بالإنجليزية: Gina Gray)‏ هي مصممة مطبوعات ورسامة أمريكية، ولدت في 1954 في بوهوسكا في الولايات المتحدة، وتوفيت في 20 ديسمبر 2014.